# Libanoncrisis (1958)

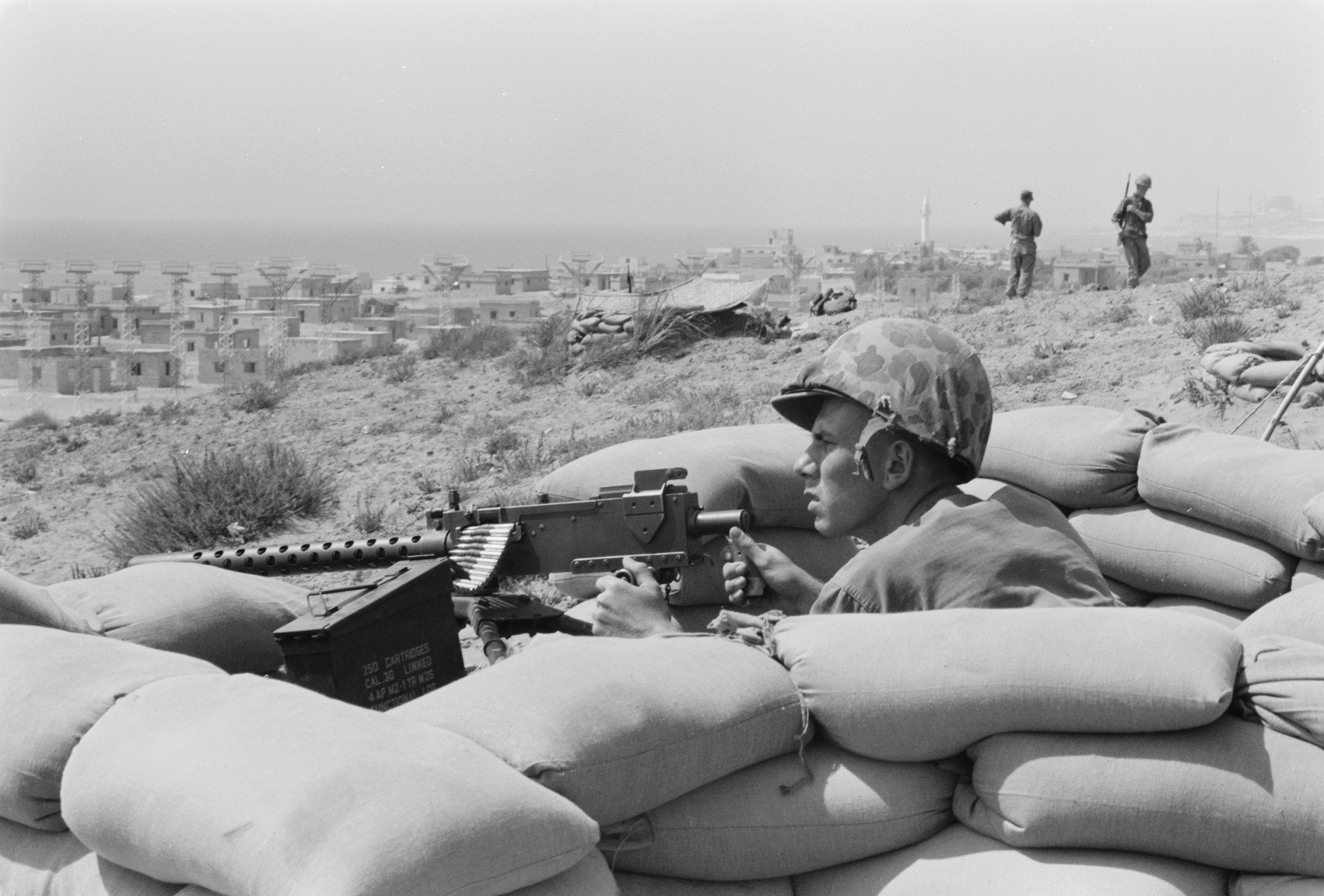
Amerikaanse militair in een loopgraaf bij Libanon, juli 1958

Begin jaren 50 van de 20e eeuw ontstond onder leiding van de Egyptische president Nasser een sterke antiwesterse beweging, het nasserisme genaamd. Libanon, dat vanwege de deels christelijke populatie altijd sterk op het westen was gericht, kwam onder druk te staan om de contacten met het westen te beperken ten gunste van de Sovjet-Unie. Nasser had gedeeltelijk succes met zijn beweging en dit resulteerde onder meer in de unificatie van Syrië en Egypte in februari 1958, genaamd de Verenigde Arabische Republiek (VAR).
Tijdens de Libanese verkiezingen van 1958 leden zowel de druzen onder leiding van Kamal Jumblatt als de soennitische moslims onder leiding van Saeb Salam (voormalig premier) een gevoelige nederlaag. In reactie hierop braken openlijke straatprotesten uit. Ze riepen de regering op zich aan te sluiten bij de VAR.
De vlam sloeg in de pan met de moord op Nassib Metni, uitgever van de communistische krant Al Telegraf, op 8 mei 1958. De overheid kreeg de schuld van zijn dood en de volgende dag braken op grote schaal onrusten uit. Later zou overigens blijken dat de oorzaak van Metni’s dood in de privésfeer moest worden gezocht. Op 12 mei werd een nationale staking afgekondigd en sloten het zuiden, midden en oosten van Libanon zich aan bij het verzet tegen de regering. Grofweg kan gezegd worden dat de christenen overheidsgezind waren en dat het verzet met name door moslims werd gevormd.
Het Libanese leger wilde niet ingrijpen omdat de opperbevelhebber Fouad Chehab vreesde voor het uiteenvallen van het leger in moslims en christenen. Hij zag als voornaamste taak voor het leger het bewaren van strikte neutraliteit.
De opstandelingen werden openlijk met manschappen en wapens gesteund door Syrië, dat immers wilde dat Libanon zich zou aansluiten bij de VAR. Dit leidde in juni 1958 tot een officieel protest van Libanon bij de VN-Veiligheidsraad, wat overigens zonder resultaat bleef.
De situatie in Libanon verslechterde na de staatsgreep in Irak op 14 juli 1958 waarbij de koninklijke familie en de premier werden vermoord. Irak was tot dan toe prowesters georiënteerd, maar de nieuwe regering koos onomwonden voor een antiwesterse koers.
Als reactie op deze regionale ontwikkelingen riep de Libanese president Camille Chamoun de hulp in van de Verenigde Staten. De Amerikanen hadden een marinevloot voor de kust van Libanon en waren bereid tot een landing op het strand nabij Beiroet om de regering te helpen. De volgende dag landden de Amerikanen derhalve bij de badplaats Khalde, een bekende badplaats enkele kilometers ten zuiden van Beiroet. Het moet de merkwaardigste invasie ooit zijn geweest: de Amerikaanse mariniers die zich hadden voorbereid op een invasie in oorlogsgebied, werden hartelijk verwelkomd door zongebruinde Libanezen die genoten van een mooie stranddag.
De sociale en politieke spanning moet echter niet worden onderschat. Zo trokken Britse militaire eenheden Jordanië binnen op 17 juli 1958 ter ondersteuning van de Jordaanse koning die zich eveneens bedreigd voelde door de regionale ontwikkelingen, met name de recente staatsgreep in Irak.
In Libanon werd onder druk van Amerika al spoedig een overeenkomst bereikt tussen de regering en de opstandelingen en tegen het einde van september 1958 verlieten de Amerikaanse mariniers Libanon en was de rust teruggekeerd.